# 神の掟
『神の掟』（原題：That's the Way God Planned It）は、ビリー・プレストンが1969年に発表したアルバム。

## 解説
アップル・レコード移籍第1弾アルバム。収録曲「神の掟」は、プレストンの母国アメリカのBillboard Hot 100で62位、全英シングルチャートでは最高11位のシングル・ヒットとなった。
1991年にCD化された際、ボーナス・トラック3曲が追加されており、その中の1曲「アズ・アイ・ゲット・オールダー」は、レイ・チャールズのプロデュースによる。2010年に発売されたリマスターCDには、旧来のボーナス・トラックに加えて「サムシング・ゴット・トゥ・チェンジ」も追加された。

## 収録曲
特記なき楽曲はビリー・プレストン作。
1. ドゥ・ホワット・ユー・ウォント - Do What You Want - 3:41
2. アイ・ウォント・トゥ・サンキュー - I Want to Thank You - 3:12
3. エヴリシングス・オールライト - Everything's Alright (Billy Preston, Doris Troy) - 2:42
4. 彼女は僕のもの - She Belongs to Me (Bob Dylan) - 4:07
5. イット・ダズント・マター - It Doesn't Matter - 2:39
6. モーニング・スター - Morning Star (W. C. Handy, Mack David) - 3:16
7. ヘイ・ブラザー - Hey Brother (B. Preston, Jesse Kirkland) - 2:32
8. ホワット・アバウト・ユー - What About You - 2:08
9. レット・アス・オール・ゲット・トゥゲザー・ライト・ナウ - Let Us All Get Together (Right Now) (B. Preston, D. Troy) - 4:06
10. ジス・イズ・イット - This Is It (B. Preston, D. Troy) - 2:43
11. キープ・イット・トゥ・ユアセルフ - Keep It to Yourself - 2:35
12. 神の掟 - That's the Way God Planned It (Parts 1 & 2) - 5:33

### CDボーナス・トラック
1. スルー・オール・タイムズ - Through All Times - 3:57
2. アズ・アイ・ゲット・オールダー - As I Get Older (B. Preston, Sly Stone) - 3:43
3. 神の掟（別ヴァージョン） - That's the Way God Planned It (Alternate Version) - 4:12
4. サムシング・ゴット・トゥ・チェンジ - Something's Got to Change (B. Preston, Arthur Fullilove, Melvin Ray Jernigan) - 2:12

## 参加ミュージシャン
- ビリー・プレストン - ボーカル、ピアノ、キーボード
- ジョージ・ハリスン - ギター
- エリック・クラプトン - ギター
- キース・リチャーズ - ベース
- ジンジャー・ベイカー - ドラムス
- ドリス・トロイ - バッキング・ボーカル